# 3 أيام على الانطلاق (فلم)
3 أيام على الانطلاق (بالإنجليزية: 3 Days to Go)، هُو فيلم دراما هندي جنوب أفريقي صدر سنة 2019، وقد أخرجته وكتبت نصه بيانكا إسحاق في أول عمل إخراجي لها. الفيلم من بطولة كُل من ليلليت دوبي وكاجال باغواندين ولياندا ريدي. صُورت مشاهد الفيلم في مدينة ديربان في جنوب أفريقيا، ثُم عٍُرض لأول مرة في صالات السينما بتاريخ 25 يناير 2019.

## طاقم التمثيل
- Leeanda Reddy في دور جانيت.
- كاجال باغواندين في دور آيمي.
- راهول بريجناث في دور ريكي.
- جايلوشيني نايدو في دور ميليسا.
- Shahir Chundra في دور روي.
- ليلليت دوبي في دور لاكشمي إسحاق.
- برانيش ماهاراج في دور كالفين.
- أشيش غانغابيرساد في دور جاي.
- Zakeeya Patel في دور كانديس.
- جوناثان بوينتون لي.

## روابط خارجية
- 3 أيام على الانطلاق على موقع IMDb (الإنجليزية)
- 3 أيام على الانطلاق على موقع روتن توميتوز (الإنجليزية)
- 3 أيام على الانطلاق على موقع قاعدة بيانات الفيلم (الإنجليزية)
- 3 أيام على الانطلاق على موقع ليتربوكسد (الإنجليزية)
- 3 أيام على الانطلاق على موقع كينوبويسك (الروسية)